# ユーリー・バトゥーリン

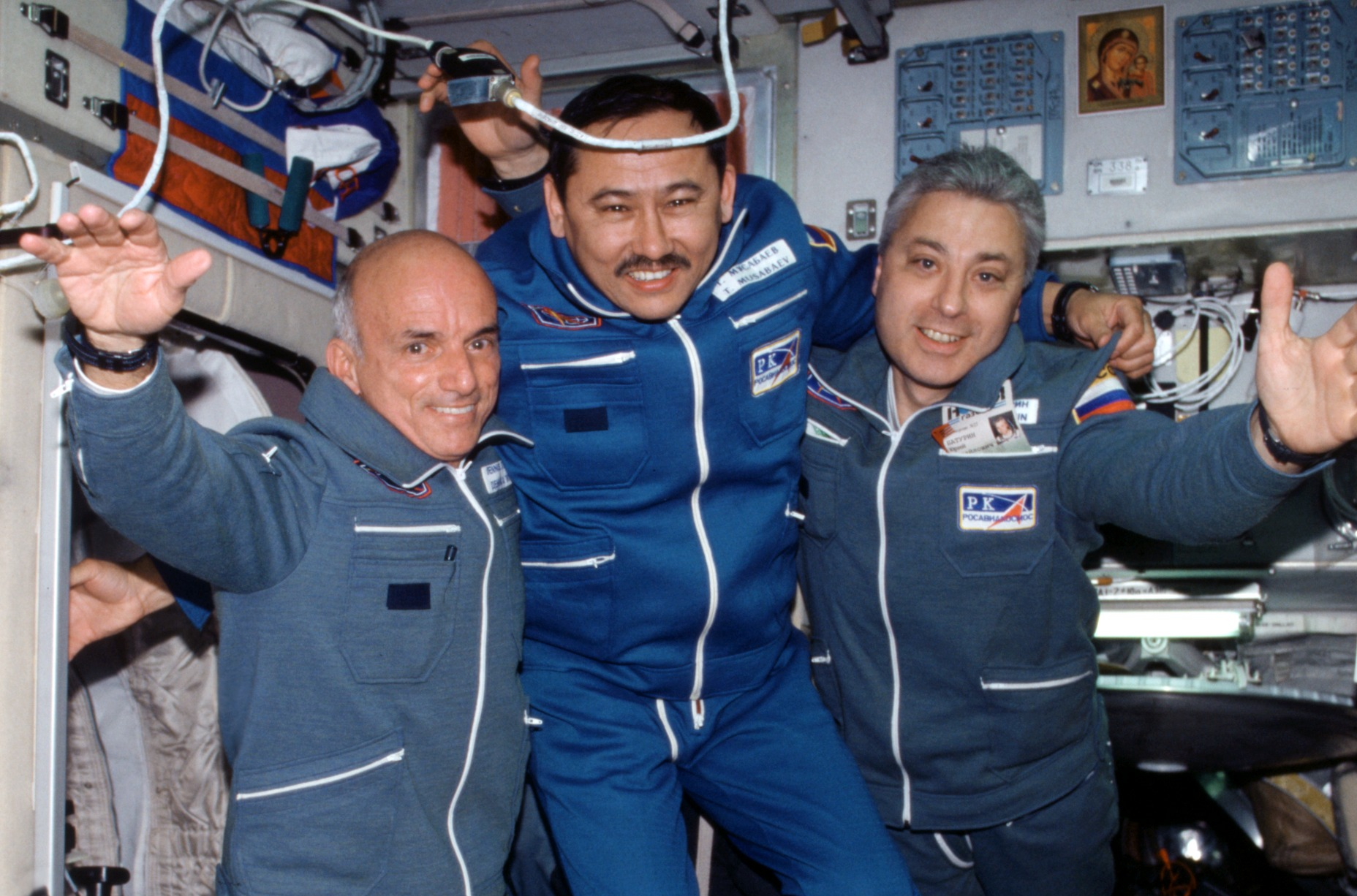
TM-32の乗組員、右がバトゥーリン

ユーリー・バトゥーリン（Yuri Mikhailovich Baturin、ロシア語:Юрий Михайлович Батурин、1949年6月12日-）は、モスクワ出身のロシアの宇宙飛行士、政治家である。ロシア連邦英雄受賞者。
バトゥーリンは1973年にモスクワ物理工科大学を卒業し、国家安全保障会議の長を務めた。彼はまた国法学の著書も著した。宇宙飛行士としては、以下のミッションに携わった。
- ソユーズTM-28/ソユーズTM-27（1998年8月25日） - 11日19時間39分
- ソユーズTM-32/ソユーズTM-31（2001年5月6日） - 7日22時間4分